# Paramiana callaisata
Paramiana callaisata là một loài bướm đêm trong họ Noctuidae.